# Bruine bosral
De bruine bosral (Aramides wolfi) is een vogel uit de familie van de rallen, koeten en waterhoentjes. De vogel werd in 1884 geldig beschreven door Hans von Berlepsch en Władysław Taczanowski en als eerbetoon vernoemd naar de Duitse natuuronderzoeker Theodor Wolf. Het is een door habitatverlies kwetsbaar geworden soort ral uit het noordwestelijk kustgebied van Zuid-Amerika.

## Kenmerken
De vogel is 33 tot 36 cm lang. Het is een middelgrote ral, ongeveer zo groot als een waterhoen. De bruine ral is overwegend kaneelbruin van kleur met een grijze kop en een vuilwitte keel. De snavel is groen en de poten en de ogen zijn rood, de stuit, staart en onderbuik zijn zwart.

## Verspreiding en leefgebied
Deze soort komt voor in de kustgebieden aan de Grote Oceaan van Colombia tot Peru. De leefgebieden bestaan uit mangrovebos, maar ook uit primair tropisch moerasbos, vochtige gebieden met struikgewas in de buurt van rivieren of andere watertypen.

## Status
De grootte van de populatie werd in 2016 door BirdLife International geschat op 1000 tot 2500 volwassen individuen en de populatie-aantallen nemen af door habitatverlies, waarbij in de kustgebieden mangrovebos en andere ongerepte of extensief gebruikte gebieden worden omgezet in gebied voor intensief agrarisch gebruik (oliepalmplantages, rijstteelt) en menselijke bewoning. Om deze redenen staat deze soort als kwetsbaar op de Rode Lijst van de IUCN.